# Colònia dels Fusterets
La Colònia dels Fusterets (col·loquialment des Fusterets) fou una colònia agrícola establerta dins el terme de la Pobla d'Huialfàs  (Mallorca).
La companyia anglesa New Majorca Land Company havia arribat a l'Albufera per emprendre tasques de dessecació i canalització, i això comportà anys de prosperitat econòmica a la Pobla. Les obres començaren el 1863, i es crearen nombrosos llocs de treball que no venien només de la Pobla, ans de tota Mallorca i fins d'Eivissa i de Ciutadella.
Amb les tasques de dessecació es creà nova superfície agrària per explotar. El 1876 es creà una primera colònia agrícola a la zona de l'Albufera, la Colònia de Gatamoix. El 17 de juliol de 1879 el polític Joaquim Fiol i Pujol, representant de la companyia anglesa, constituí legalment una nova colònia a unes terres de la seva propietat dins el terme de la Pobla, a la carretera que connecta amb Muro, acollint-se a la Llei de Colònies Agrícoles i Poblacions Rurals de 3 de juny de 1868.. Un any abans s'havia estrenat el tren de la Pobla. Va rebre el nom de Colònia dels Fusterets, i tenia una superfície d'unes 200 hectàrees.
La colònia arribà a tenir poc més de deu cases, i el 1881 la població era de 28 persones, principalment procedents d'Alaró, Santa Maria i Búger. Pel que fa als cultius, es tractava sobretot de figueres, polls i moreres. Gràcies a la llei esmentada, els seus pobladors eren exempts de pagar imposts i contribucions durant deu anys.
La colònia va desaparèixer jurídicament el juny de 1891, poc més de deu anys després d'haver-se creat. L'acabament del termini d'exempció d'imposts i els problemes econòmics de la companyia anglesa i dels seus propietaris són factors que sens dubte portaren a l'abandonament de la colònia.
Resten molt pocs testimonis de l'existència de la colònia dels Fusterets. No s'han recollit testimonis orals que n'hagin pogut fer memòria, i no hi ha restes de les cases i els carrers que la formaren. Gairebé ha desaparegut de la toponímia i tot, car el topònim dels Fusterets no es conserva i el polígon industrial que ocupa actualment l'indret rep el nom de la Vileta, que tal vegada fa referència a l'antiga colònia. Solament es pot conèixer l'existència del poblat per escassos documents municipals i qualque publicació de diari.